# Секафа
Секафа (асс. স্বৰ্গদেউ চাওলুং চ্যুকাফা) — перший ахомський цар середньовічного Ассаму. Був тайським принцом. Царство, яке він заснував 1228 року, існувало упродовж майже 600 років та мало сильний вплив на історію регіону.